# Oliver Moore
Oliver Moore, född 22 januari 2005, är en amerikansk professionell ishockeyforward som spelar för Chicago Blackhawks i National Hockey League (NHL).
Han har tidigare spelat för Minnesota Golden Gophers i National Collegiate Athletic Association (NCAA) och Team USA i United States Hockey League (USHL).
Moore draftades av Chicago Blackhawks i första rundan i 2023 års draft som 19:e spelare totalt.

## Statistik
| 2019–2020   | Totino-Grace Eagles      |             | 25 | 7  | 28 | 35 | 6  | 2 | 0 | 1 | 1 | 0 |
|             | Minnesota Sharks         |             | 8  | 8  | 2  | 10 | —  | — | — | — | — | — |
| 2020–2021   | Totino-Grace Eagles      |             | 17 | 17 | 21 | 38 | 6  | — | — | — | — | — |
| 2021–2022   | Team USA                 | USHL        | 32 | 12 | 14 | 26 | 2  | — | — | — | — | — |
|             | U.S. National U17 Team   |             | 43 | 24 | 15 | 39 | 6  | — | — | — | — | — |
|             | U.S. National U18 Team   |             | 11 | 2  | 5  | 7  | 0  | — | — | — | — | — |
| 2022–2023   | Team USA                 | USHL        | 23 | 8  | 17 | 25 | 12 | — | — | — | — | — |
|             | U.S. National U18 Team   |             | 61 | 31 | 44 | 75 | 26 | — | — | — | — | — |
| 2023–2024   | Minnesota Golden Gophers | NCAA        | 39 | 9  | 24 | 33 | 8  | — | — | — | — | — |
| 2024–2025   | Chicago Blackhawks       | NHL         | 1  | 0  | 0  | 0  | 0  | — | — | — | — | — |
|             | Minnesota Golden Gophers | NCAA        | 38 | 12 | 21 | 33 | 6  | — | — | — | — | — |
| NHL totalt  | NHL totalt               | NHL totalt  | 1  | 0  | 0  | 0  | 0  | — | — | — | — | — |
| NCAA totalt | NCAA totalt              | NCAA totalt | 77 | 21 | 45 | 66 | 14 | — | — | — | — | — |
| USHL totalt | USHL totalt              | USHL totalt | 55 | 20 | 31 | 51 | 14 | — | — | — | — | — |

### Internationellt
| Källa: Uppdaterad: 2025-03-30 | Källa: Uppdaterad: 2025-03-30 | Källa: Uppdaterad: 2025-03-30 |         | Utv = Utvisningsminuter | Utv = Utvisningsminuter | Utv = Utvisningsminuter | Utv = Utvisningsminuter | Utv = Utvisningsminuter |
| År                            | Lag                           | Mästerskap                    | Matcher | Mål                     | Assists                 | Poäng                   | Utv                     |                         |
| ----------------------------- | ----------------------------- | ----------------------------- | ------- | ----------------------- | ----------------------- | ----------------------- | ----------------------- | ----------------------- |
| 2023                          | USA                           | U18-VM                        | 7       | 4                       | 5                       | 9                       | 0                       |                         |
| 2024                          | USA                           | JVM                           | 7       | 1                       | 2                       | 3                       | 0                       |                         |
| 2025                          | USA                           | JVM                           | 7       | 1                       | 4                       | 5                       | 0                       |                         |
| Junior totalt                 | Junior totalt                 | Junior totalt                 | 21      | 6                       | 11                      | 17                      | 0                       |                         |